# Deutsche Leichtathletik-Hallenmeisterschaften 1975
Die 22. Deutschen Leichtathletik-Hallenmeisterschaften wurden vom 21. bis 23. Februar 1975 in der Stuttgarter Killesberg Halle ausgetragen.
Das 10.000-Meter-Gehen der Männer wurde am 2. März 1975 in München ausgetragen.

## Medaillengewinner Männer
| Disziplin      | Gold                                                                 | Leistung    | Silber                                                                              | Leistung    | Bronze                                                            | Leistung    |
| -------------- | -------------------------------------------------------------------- | ----------- | ----------------------------------------------------------------------------------- | ----------- | ----------------------------------------------------------------- | ----------- |
| 60 m           | Heinz Busche (Jugend 07 Bergheim)                                    | 6,78 s      | Ulrich Haupt (SV Bayer 04 Leverkusen)                                               | 6,81 s      | Manfred Ommer (SV Bayer 04 Leverkusen)                            | 6,87 s      |
| 200 m          | Karlheinz Weisenseel (LG Eintracht Frankfurt)                        | 21,16 s     | Manfred Ommer (SV Bayer 04 Leverkusen)                                              | 21,36 s     | Gerold Hein (LG Eintracht Frankfurt)                              | 22,31 s     |
| 400 m          | Bernd Herrmann (SV Bayer 04 Leverkusen)                              | 47,18 s     | Hermann Köhler (TV Wattenscheid 01)                                                 | 47,71 s     | Klaus Ehl (TV Wattenscheid 01)                                    | 48,09 s     |
| 800 m          | Reinhold Soyka (LG Bonn/Troisdorf)                                   | 1:48,15 min | Reiner Burmester (VfL Wolfsburg)                                                    | 1:51,08 min | Hans-Dieter Wolf (LC Paderborn)                                   | 1:51,44 min |
| 1500 m         | Thomas Wessinghage (TuS 04 Leverkusen)                               | 3:46,57 min | Paul-Heinz Wellmann (TuS 04 Leverkusen)                                             | 3:47,99 min | Roland Jochem (LG Ludwigshafen)                                   | 3:51,4 min  |
| 3000 m         | Peter Weigt (Stuttgarter Kickers)                                    | 7:54,8 min  | Hans-Jürgen Orthmann (LG Sieg)                                                      | 7:56,8 min  | Ingo Sensburg (Neuköllner Sportfreunde)                           | 7:58,0 min  |
| 60 m Hürden    | Günther Nickel (SV Bayer 04 Leverkusen)                              | 7,90 s      | Dieter Gebhard (FV Salamander Kornwestheim)                                         | 7,9 s       | Wener Eikmeier (SV Bayer 04 Leverkusen)                           | 8,20 s      |
| 4 × 400 m      | VfB StuttgartFalko Geiger Georg Nückles Ulrich Strohhäcker Karl Honz | 3:12,9 min  | Jugend 07 BergheimMichael Düsing Helmut Feldges Armin Wagner Franz-Peter Hofmeister | 3:14,1 min  | LG Eintracht FrankfurtRainer Boyé Weber Erhard Heep Werner Schmal | 3.15,3 min  |
| 3 × 1000 m     | FV Salamander KornwestheimPaul Benz Rudolf Pagel Josef Schmid        | 7:14,0 min  | DSC OldenburgJost Wollstein Gerd Nichtenberg Paul Hagendorff                        | 7:22,4 min  | TuS Rot-Weiß KoblenzChristian Collisy Erich Schulz Hartmut Tietze | 7:23,2 min  |
| 10.000 m Gehen | Bernd Kannenberg (LAC Quelle)                                        | 44:17,8 min | Gerhard Weidner (TSV Salzgitter)                                                    | 45:25,6 min | Heinrich Schubert (Eintracht Bad Kreuznach)                       | 46:38,2 min |
| Hochsprung     | Walter Boller (USC Mainz)                                            | 2,15 m      | Udo Haffer (1. FC Nürnberg)                                                         | 2,12 m      | Heinz Zimmer (TV Alzey)                                           | 2,12 m      |
| Stabhochsprung | Günther Lohre (FV Salamander Kornwestheim)                           | 5,15 m      | Reinhard Kuretzky (SV Bayer 04 Leverkusen)                                          | 5,15 m      | Wolfgang Mohr (TV Wattenscheid 01)                                | 5,05 m      |
| Weitsprung     | Joachim Busse (FC Bayer 05 Uerdingen)                                | 7,91 m      | Hans-Jürgen Berger (TuS 04 Leverkusen)                                              | 7,74 m      | Andreas Gloerfeld (SV Bayer 04 Leverkusen)                        | 7,67 m      |
| Dreisprung     | Wolfgang Kolmsee (VfB Stuttgart)                                     | 16,35 m     | Ludwig Franz (LAC Quelle)                                                           | 15,89 m     | Michael Sauer (USC Mainz)                                         | 15,46 m     |
| Kugelstoßen    | Ferdinand Schladen (LG Bonn/Troisdorf)                               | 18,91 m     | Josef Forst (TV Wattenscheid 01)                                                    | 18,84 m     | Gerhard Steines (TV Wattenscheid 01)                              | 18,64 m     |
| Siebenkampf    | Eckart Müller (TV Wattenscheid 01)                                   | 5430 Punkte | Walter Mössle (LG Bonn/Troisdorf)                                                   | 5392 Punkte | Rudolf Hausner (LG Altmühl-Jura)                                  | 5286 Punkte |

## Medaillengewinner Frauen
| Disziplin   | Gold                                                                         | Leistung    | Silber                                                                       | Leistung    | Bronze                                                                 | Leistung    |
| ----------- | ---------------------------------------------------------------------------- | ----------- | ---------------------------------------------------------------------------- | ----------- | ---------------------------------------------------------------------- | ----------- |
| 60 m        | Annegret Richter (OSC Dortmund)                                              | 7,29 s      | Elvira Possekel (LG Bonn/Troisdorf)                                          | 7,45 s      | Maren Gang (VfB Stuttgart)                                             | 7,48 s      |
| 200 m       | Rita Wilden (TuS 04 Leverkusen)                                              | 23,51 s     | Maren Gang (VfB Stuttgart)                                                   | 24,04 s     | Dagmar Jost (LG Eintracht Frankfurt)                                   | 24,43 s     |
| 400 m       | Elke Barth (TSV Bayer Dormagen)                                              | 53,65 s     | Brigitte Koczelnik (TuS 04 Leverkusen)                                       | 54,74 s     | Silvia Hollmann (OSC Thier Dortmund)                                   | 54,88 s     |
| 800 m       | Brigitte Kraus (ASV Köln)                                                    | 2:05,61 min | Gisela Klein (TuS 04 Leverkusen)                                             | 2:06,73 min | Karin Kaseder (Sportfreunde Zeilarn)                                   | 2:07,57 min |
| 1500 m      | Ellen Wellmann (TuS 04 Leverkusen)                                           | 4:17,9 min  | Christel Schlautkötter (TuS 04 Leverkusen)                                   | 4:49,3 min  | Lydia Ritter (TuS Rot-Weiß Koblenz)                                    | 4:52,5 min  |
| 3000 m      | Christine Klemme (LG Göttingen)                                              | 9:38,4 min  | Renate Kieninger (LG Offenburg)                                              | 10:06,2 min | Hedwig Romeyk (Allgemeiner Rather Turnverein)                          | 10:10,6 min |
| 60 m Hürden | Silvia Kempin (TuS 04 Leverkusen)                                            | 8,38 s      | Leonore Leidel (SV Bayer 04 Leverkusen)                                      | 8,44 s      | Ursula Schalück (LAV Gütersloh)                                        | 8,51 s      |
| 4 × 200 m   | TuS 04 LeverkusenRita Wilden Erika Weinstein Brigitte Koczelnik Karola Claus | 1:35,15 min | OSC Thier DortmundInge Helten Silvia Hollmann Sabine Wuttig Annegret Richter | 1:35,15 min | SC CharlottenburgMarion Beblo Karin Seidel Sabina Beblo Claudia Miller | 1:40,28 min |
| Hochsprung  | Ulrike Meyfarth (ASV Köln)                                                   | 1,89 m      | Brigitte Holzapfel (Preussen Krefeld)                                        | 1,82 m      | Renate Boschert (Stuttgarter Kickers)                                  | 1,82 m      |
| Weitsprung  | Heidelinde Xalter (LG Schönbuch)                                             | 6,36 m      | Ute Hedicke (LG Andernach-Neuwied)                                           | 6,36 m      | Margot Eppinger (LG Filder)                                            | 6,36 m      |
| Kugelstoßen | Eva Wilms (ESV Neuaubing)                                                    | 16,65 m     | Liesel Westermann (TuS 04 Leverkusen)                                        | 16,01 m     | Helga Jaxt (USC Mainz)                                                 | 14,68 m     |
| Fünfkampf   | Eva Wilms (ESV Neuaubing)                                                    | 4513 Punkte | Karen Mack (TSV 1860 München)                                                | 4495 Punkte | Christa Köhler (TuS 04 Leverkusen)                                     | 4310 Punkte |